# Almeiras
Almeiras (llamada oficialmente San Xián de Almeiras) es una parroquia española del municipio de Culleredo, en la provincia de La Coruña, Galicia.

## Geografía
La parroquia ocupa la ladera que baja del aeropuerto de Alvedro al río Mero y al río de Valiñas, limitando también con la parte final de la ría del Burgo. Se sitúa por lo tanto al sur de las villas de O Temple (Cambre) y O Burgo (Culleredo), por lo que cuenta con una densidad de población elevada. La mayor parte del aeropuerto de Alvedro se sitúa en términos de Almeiras.

## Entidades de población
Entidades de población que forman parte de la parroquia:
- Alvedro
- Choeira (A Choeira)
- Marisqueira (A Marisqueira)
- Silva (A Silva)
- Telva (A Telva)
- Carcabelos
- Hombre (Ombre)
- Vigovidín

## Demografía
| Gráfica de evolución demográfica de Almeiras entre 2000 y 2019 |
|                                                                |
| Datos según el nomenclátor publicado por el INE.               |

## Leyendas
En la pedanía, una antigua leyenda describe la existencia de una misteriosa mano blanca que "pide por los vivos".